# Javier Delgado
Nota: Se procura o personagem de Modern Family, veja Javier Delgado (Modern Family).
Javier Omar Delgado Papariello< (Montevidéu, 8 de julho de 1975) é um futebolista uruguaio que atua como volante. Atualmente, está sem clube.

## Carreira
Tony César Gómez integrou a Seleção Uruguaia de Futebol na Copa América de 1997 e 2004.